# Vladimír Nadrchal
Vladimír Nadrchal (Pardubice, 4 marzo 1938) è un ex hockeista su ghiaccio cecoslovacco, dal 1992 ceco.

## Palmarès

### Olimpiadi invernali
- 2 medaglie[1]:
  - 1 argento (Grenoble 1968)
  - 1 bronzo (Innsbruck 1964)